# Deborah Cox
Pour les articles homonymes, voir Cox.
Deborah Cox, née le 13 juillet 1974 à Toronto, est une chanteuse et actrice canadienne.

## Biographie
Elle est notamment connue pour le single Nobody's Supposed to Be Here (en) (1998).
Elle interprète toutes les chansons du film Whitney, faute de droits et d'accord avec la famille Houston opposée à ce projet. En 2022, Deborah Cox est la première femme noire à être intronisée au Panthéon de la musique canadienne.

## Vie privée
Deborah Cox vit à Miami, en Floride. Elle est mariée avec son amour de jeunesse et manager, Lascelles Stephens. Ensemble, ils ont 1 garçon, Isaiah (né le 1er juillet 2003) et deux filles, Sumayah (née le 29 juin 2006) et Kaila Michelle (née le 23 février 2009).

## Discographie

### Albums studios
- Deborah Cox (1995)
- One Wish (1998)
- The Morning After (2002)
- Destination Moon (2007)
- The Promise (2008)
- Work of Art (2015)

### Singles
| Année                                                                            | Single                                               | position dans les charts | position dans les charts | position dans les charts | position dans les charts | position dans les charts | position dans les charts | position dans les charts | Certifications  | Album                            |
| Année                                                                            | Single                                               | US                       | US R&B                   | US Dance                 | CAN                      | UK                       | AUS                      | NZ                       | Certifications  | Album                            |
| -------------------------------------------------------------------------------- | ---------------------------------------------------- | ------------------------ | ------------------------ | ------------------------ | ------------------------ | ------------------------ | ------------------------ | ------------------------ | --------------- | -------------------------------- |
| 1995                                                                             | "Sentimental"                                        | 27                       | 4                        | 33                       | 31                       | 34                       | 49                       | 46                       |                 | Deborah Cox                      |
| 1996                                                                             | "Who Do U Love"                                      | 17                       | 12                       | 1                        | 15                       | 31                       | 10                       | 2                        |                 | Deborah Cox                      |
| 1996                                                                             | "Where Do We Go from Here"                           | 48                       | 28                       | —                        | 37                       | —                        | —                        | 20                       |                 | Deborah Cox                      |
| 1996                                                                             | "The Sound of My Tears"                              | 97                       | 51                       | —                        | —                        | —                        | —                        | —                        |                 | Deborah Cox                      |
| 1996                                                                             | "It Could've Been You"                               | —                        | —                        | 19                       | —                        | —                        | —                        | —                        |                 | Deborah Cox                      |
| 1996                                                                             | "Just Be Good to Me"                                 | —                        | —                        | 8                        | —                        | —                        | —                        | —                        |                 | Deborah Cox                      |
| 1997                                                                             | "Things Just Ain't the Same"                         | 56                       | 28                       | 1                        | 29                       | —                        | —                        | —                        |                 | Money Talks (bande originale)    |
| 1998                                                                             | "Nobody's Supposed to Be Here" †                     | 2                        | 1                        | 1                        | 8                        | 55                       | —                        | —                        | - US: Platinum  | One Wish                         |
| 1999                                                                             | "It's Over Now"                                      | 70                       | 20                       | 1                        | —                        | 49                       | —                        | —                        |                 | One Wish                         |
| 1999                                                                             | "We Can't Be Friends" (avec R. L. Huggar)            | 8                        | 1                        | —                        | —                        | —                        | —                        | —                        | - US: Gold      | One Wish                         |
| 2000                                                                             | "I Never Knew"                                       | —                        | —                        | 1                        | —                        | —                        | —                        | —                        |                 | One Wish                         |
| 2000                                                                             | "Same Script, Different Cast" (avec Whitney Houston) | 70                       | 14                       | 4                        | —                        | —                        | —                        | —                        |                 | Whitney: The Greatest Hits       |
| 2001                                                                             | "Absolutely Not"                                     | —                        | —                        | 1                        | —                        | —                        | —                        | —                        |                 | Dr. Dolittle 2 (bande originale) |
| 2002                                                                             | "Mr. Lonely"                                         | —                        | —                        | 1                        | —                        | —                        | —                        | —                        |                 | The Morning After                |
| 2002                                                                             | "Up & Down (In & Out)"                               | —                        | 58                       | —                        | —                        | —                        | —                        | —                        |                 | The Morning After                |
| 2003                                                                             | "The Morning After"                                  | —                        | 63                       | —                        | —                        | —                        | —                        | —                        |                 | The Morning After                |
| 2003                                                                             | "Play Your Part"                                     | —                        | —                        | 1                        | —                        | —                        | —                        | —                        |                 | The Morning After                |
| 2003                                                                             | "Something Happened on the Way to Heaven"            | 95                       | —                        | —                        | —                        | —                        | —                        | —                        |                 | Remixed                          |
| 2004                                                                             | "Easy as Life"                                       | —                        | —                        | 24                       | —                        | —                        | —                        | —                        |                 | Single                           |
| 2006                                                                             | "House Is Not a Home"                                | —                        | —                        | 1                        | —                        | —                        | —                        | —                        |                 | Single                           |
| 2007                                                                             | "Everybody Dance (Clap Your Hands)"                  | —                        | —                        | 17                       | —                        | —                        | —                        | —                        |                 | Single                           |
| 2008                                                                             | "Did You Ever Love Me'                               | —                        | 69                       | —                        | —                        | —                        | —                        | —                        |                 | The Promise                      |
| 2008                                                                             | "Beautiful U R"                                      | —                        | —                        | 1                        | 10                       | —                        | —                        | —                        | - CAN: Platinum | The Promise                      |
| 2009                                                                             | "Saying Goodbye"                                     | —                        | 109                      | —                        | —                        | —                        | —                        | —                        |                 | The Promise                      |
| 2011                                                                             | "If It Wasn't For Love"                              | —                        | —                        | 1                        | —                        | —                        | —                        | —                        |                 | Singles                          |
| 2012                                                                             | "No Labels Anthem"                                   | —                        | —                        | —                        | —                        | —                        | —                        | —                        |                 | Singles                          |
| 2013                                                                             | "Higher" (featuring Paige)                           | —                        | —                        | 1                        | —                        | —                        | —                        | —                        |                 | Singles                          |
| 2015                                                                             | "Kinda Miss You"                                     | —                        | —                        | —                        | —                        | —                        | —                        | —                        |                 | à venir                          |
| 2015                                                                             | "More Than I Knew"                                   | —                        | —                        | —                        | —                        | —                        | —                        | —                        |                 | à venir                          |
| "—" indique que la chanson ne s'est pas classée dans le hit-parade de ce pays\|- |                                                      |                          |                          |                          |                          |                          |                          |                          |                 |                                  |

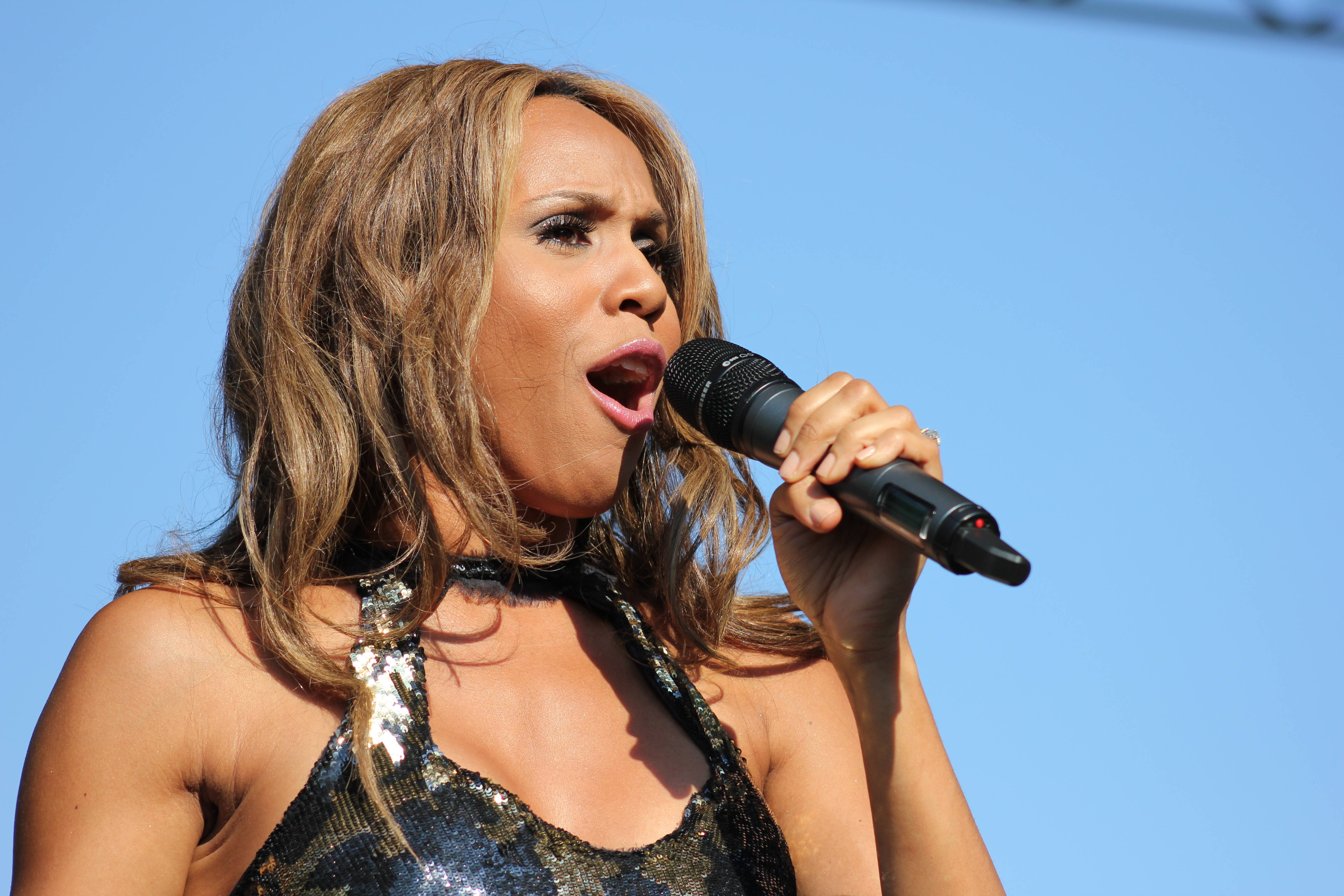
Deborah Cox en 2012.

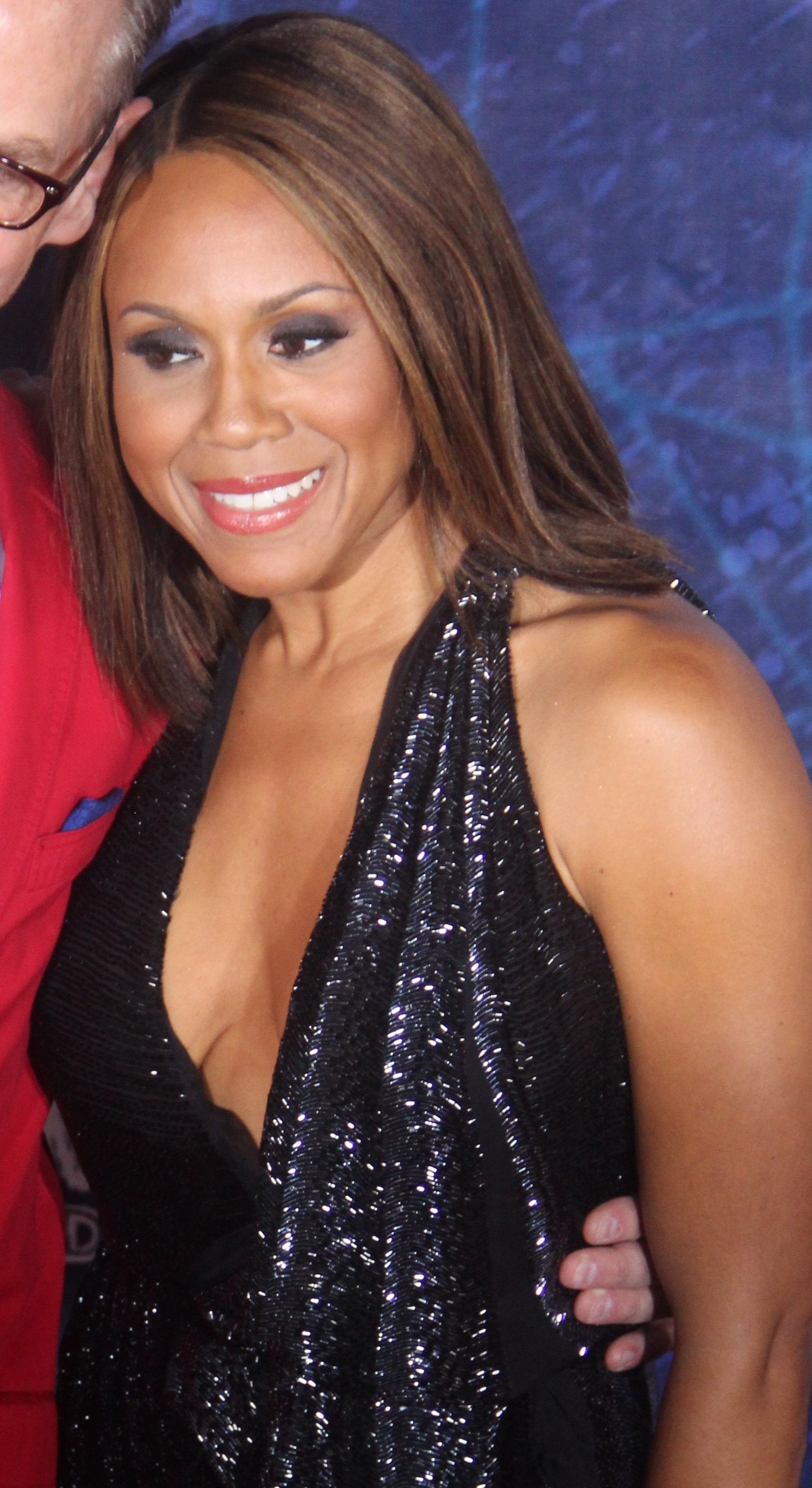
Deborah Cox en 2011.

† - Millions de ventes aux États-Unis

### Collaboration
| 2009                                                                          | "Leave the World Behind" (Swedish House Mafia & Laidback Luke featuring Deborah Cox) | 40 | 39 | Until One |
| 2012                                                                          | "Remember Me (From the Ghetto)" (George Vector featuring Deborah Cox)                | —  | —  | singles   |
| 2015                                                                          | "Everywhere" (MYNC & Mario Fischetti featuring Deborah Cox)                          | 8  | —  | singles   |
| "—" indique que la chanson ne s'est pas classée dans le hit-parade de ce pays |                                                                                      |    |    |           |

## Filmographie
| Année | Titre                                         | Rôle         | Note                               |
| ----- | --------------------------------------------- | ------------ | ---------------------------------- |
| 1999  | All That (série TV)                           | Elle-même    | Guest Musical                      |
| 2000  | Nash Bridges (série TV)                       | Vanessa Swan | saison 5; épisode 15 (Hit and Run) |
| 2000  | Love Come Down (film)                         | Niko Rosen   |                                    |
| 2005  | Blood of a Champion (film)                    | Sharon       | Sortie directement en DVD          |
| 2005  | Love on Layaway (film)                        | Monique      | Sortie directement en DVD          |
| 2008  | Living It Up with Patti LaBelle (téléréalité) | Elle-même    |                                    |
| 2008  | A Good Man Is Hard to Find                    | Charlene     | Sortie directement en DVD          |